# Elisha Efrat
Elisha Efrat (hebräisch אלישע אפרת; geboren als Elisha Frischer am 20. April 1929 in Danzig, Freistaat Danzig; gestorben 25. Dezember 2016) war ein israelischer Geograph. 

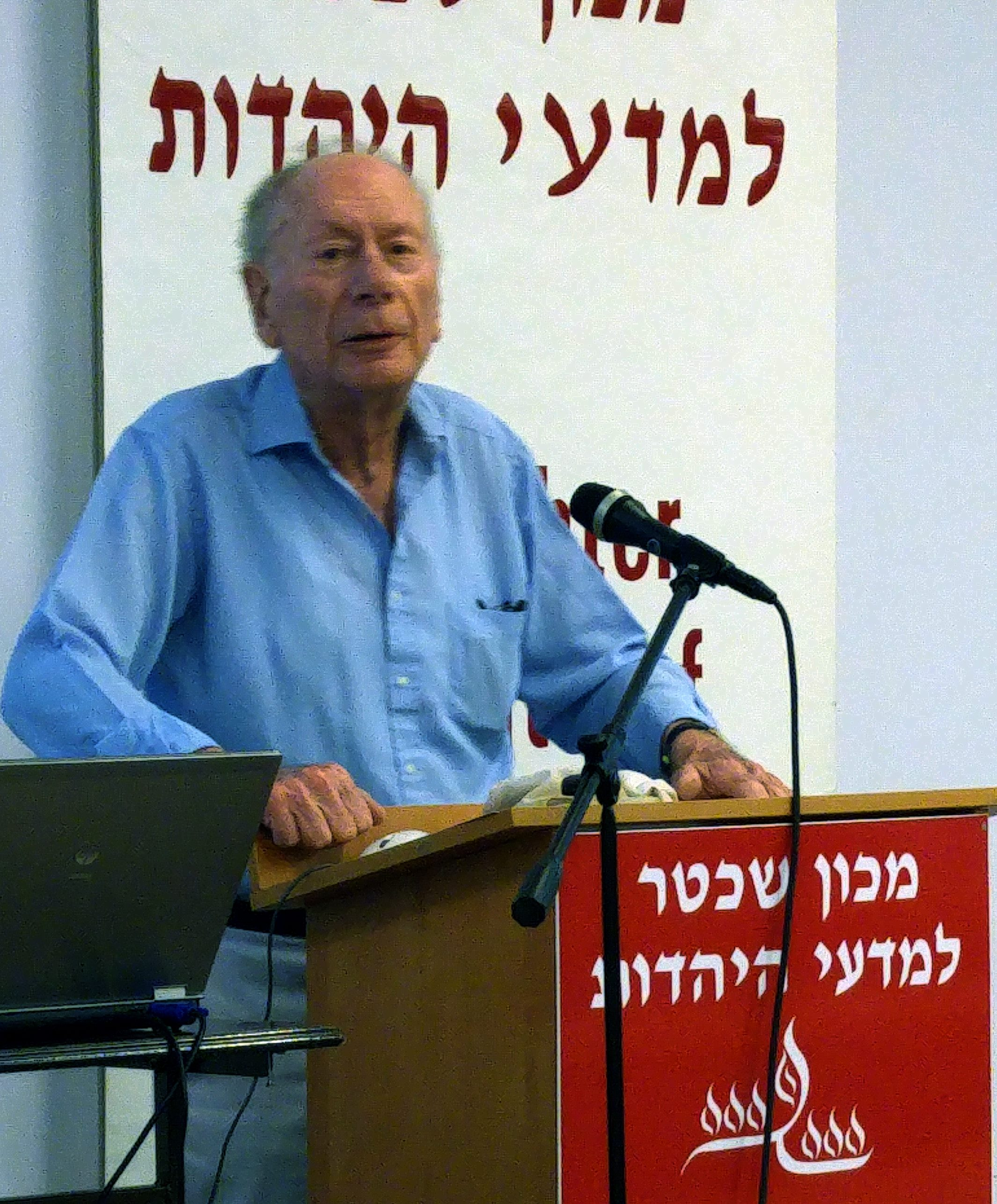
Elisha Efrat (2015)

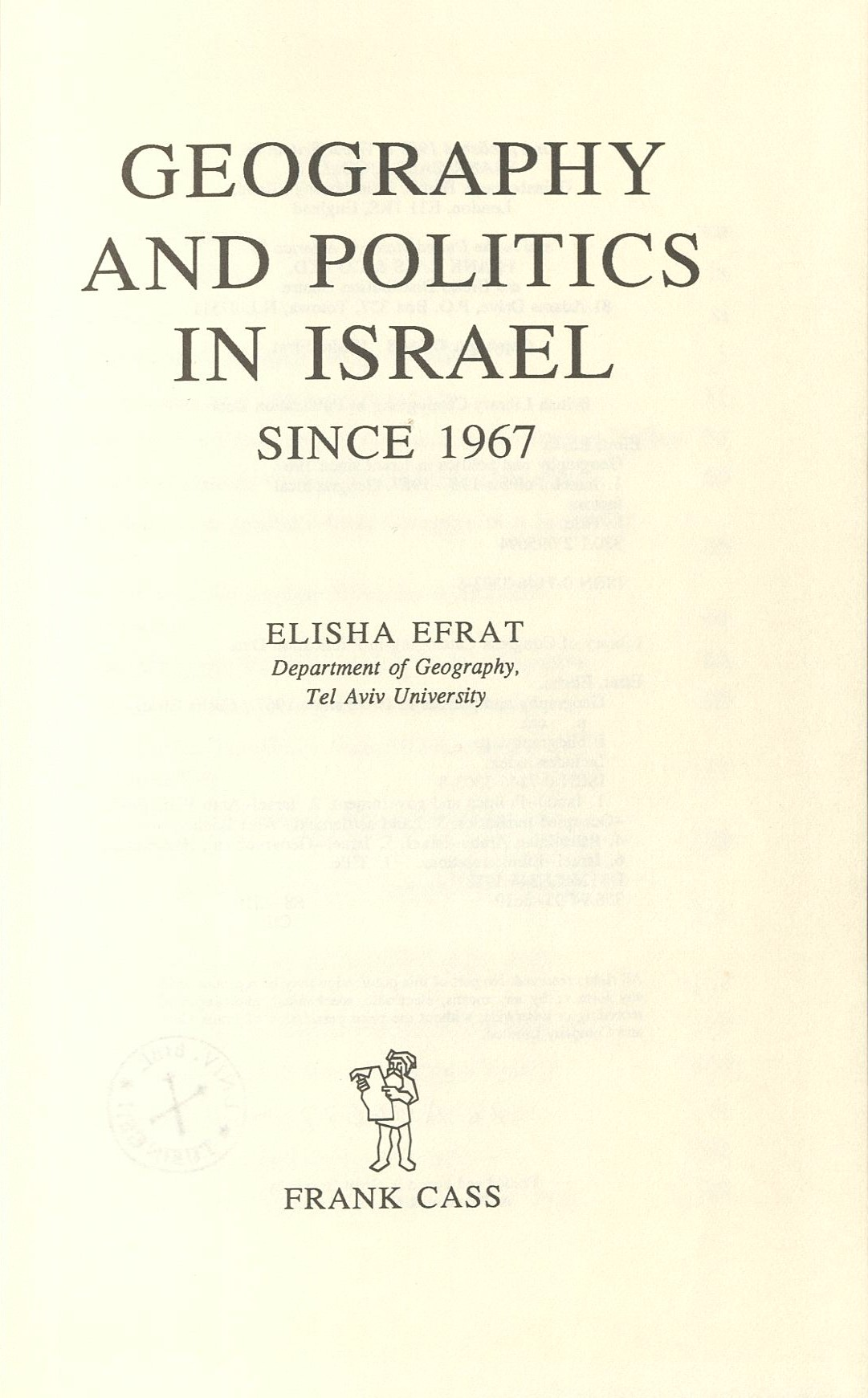
Geography and Politics in Israel (1988)

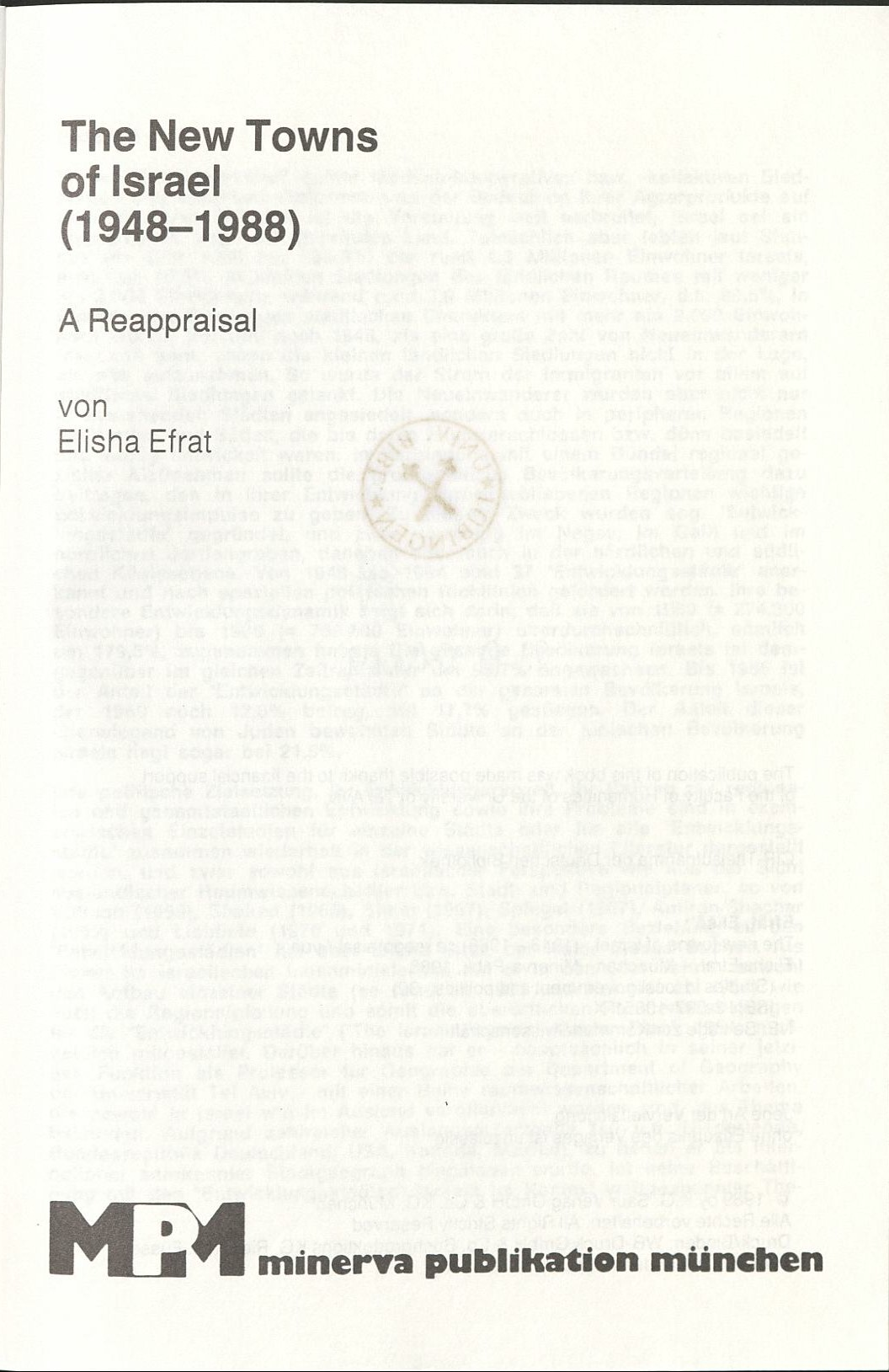
The new towns of Israel (1989)

## Leben
Elisha Frischer war Sohn eines Arbeiters, er hatte eine Schwester. Er emigrierte im Februar 1939 mit seinem Vater über Rumänien auf illegalem Weg nach Palästina, seiner Mutter und seiner Schwester gelang 1940 die Flucht und die Überfahrt nach Palästina auf der SS Patria. Frischer besuchte von 1944 bis 1948 das Rechavia-Gymnasium in Jerusalem. Ab 1952 studierte er Geographie an der Hebräischen Universität Jerusalem, machte 1955 einen B.A., 1957 einen M.A. und wurde 1963 bei David Amiran promoviert. Er heiratete 1956 die Geographin Nina Buksheshter und änderte seinen Familiennamen in Efrat. Sie hatten zwei Kinder.
Efrat arbeitete von 1960 bis 1967 als Direktor der Planungsabteilung im Innenministerium. 1968 wurde er Dozent und 1972 Professor für Geographie an der Universität Tel Aviv.   
Efrat wurde 2007 mit dem Israel-Preis ausgezeichnet.

## Schriften (Auswahl)
- Efraim Orni, Elisha Efrat: Geographie Israels. Jerusalem: Israel Universities Press, 1966 (mehrere Auflagen)
- Elements of urban geography. Tel Aviv: Achiasaf, 1979 (he)
- Settlement geography of Israel. Tel Aviv: Achiasaf Publishing House, 1981 (he)
- Urbanization in Israel.London: Croom Helm, 1984
- Geography and politics in Israel since 1967. London: Cass, 1988
- The new towns of Israel. München: Minerva-Publ., 1989
- Israel - a contemporary political geography. Bochum: Brockmeyer, 1996
- Physical planning prospects in Israel during 50 years of statehood. Glienicke/Berlin: Galda und Wilch, 1998